# Енбекши (Западно-Казахстанская область)
Енбекши (каз. Еңбекші) — село в Жанибекском районе Западно-Казахстанской области Казахстана. Входит в состав Узункольского сельского округа. Находится примерно в 10 км к востоку от села Жанибек. Код КАТО — 274253200.

## Население
В 1999 году население села составляло 163 человека (81 мужчина и 82 женщины). По данным переписи 2009 года, в селе проживало 205 человек (103 мужчины и 102 женщины).